# Patrick Macnee
Daniel Patrick Macnee (ur. 6 lutego 1922 w Londynie, zm. 25 czerwca 2015 w Rancho Mirage) – angielski aktor telewizyjny i filmowy.

## Życiorys
Przyszedł na świat jako jedyne dziecko Dorothei Mary Hastings (z domu Henry) i trenera koni wyścigowych Daniela „Shrimpa” Macnee. Jego dziadek ze strony ojca to artysta malarz portrecista Sir Daniel Macnee miał szkockie pochodzenie i był kuzynem magika Davida Nixona. Jego rodzice rozwiedli się, gdy wyszło na jaw, że jego matka ma romans z lesbijką Evelyn. Uczęszczał do Eton College przy Eton High Street w Windsor, w hrabstwie Berkshire.
Po raz pierwszy trafił przed kamery filmowe w ekranizacji sztuki George’a Bernarda Shawa Pigmalion (Pygmalion, 1938) u boku Leslie Howarda i Wendy Hiller. W latach 1942–1946 służył jako porucznik w Marynarce Królewskiej, a za swoją służbę w czasie II wojny światowej został uhonorowany Atlantic Star. Po występach w Kanadzie, zagrał potem w adaptacji powieści Karola Dickensa Scrooge (1951) jako młody Jacob Marley, dramacie wojennym Bitwa o ujście rzeki (The Battle of the River Plate, 1956) oraz muzycznym Roztańczone dziewczyny (Les Girls, 1957) obok Gene’a Kelly’ego w roli adwokata w Old Bailey. Pomimo licznych ról w teatrze, telewizji i kinie, Macnee stał się najbardziej znany jako tajny agent John Steed, którego znakiem rozpoznawczym był parasol i melonik w serialu kryminalnym ABC Rewolwer i melonik (The Avengers, 1961–1969) i sequelu Nowy rewolwer i melonik (The New Avengers, 1976–1977).
Był trzykrotnie żonaty; z Barbarą Douglas (od listopada 1942 do 1956), z którą ma syna Ruperta Macnee i córkę Jenny Macnee, aktorką Katherine Woodville (1965–1969) i Babą Majos de Nagyzsenye Sekely (od 25 listopada 1988). Zmarł z przyczyn naturalnych w Rancho Mirage w Kalifornii, mając 93 lata.

## Filmografia

### Filmy kinowe
- 1992: Gabinet figur woskowych 2: Zagubieni w czasie (Waxwork II: Lost in Time) jako sir Wilfred
- 1988: Rewolwer i melonik (The Avengers) jako Niewidzialny Jones (głos)
- 1988: Gabinet figur woskowych (Waxwork) jako sir Wilfred
- 1985: Zabójczy widok (A View to a Kill) jako sir Godfrey Tibbett
- 1981: Skowyt (The Howling) jako dr George Waggner
- 1957: Roztańczone dziewczyny (Les Girls) jako sir Percy
- 1956: Bitwa o ujście rzeki (The Battle of the River Plate) jako komandor Medley
- 1948: Fatalna noc (The Fatal Night) jako Tony
- 1943: Życie i śmierć pułkownika Blimpa (The Life and Death of Colonel Blimp)
- 1938: Pigmalion (Pygmalion)

### Filmy telewizyjne
- 1992: Sherlock Holmes and the Leading Lady jako dr Watson
- 1986: Club Med jako Gilbert Anthony Paige
- 1955: Hamlet jako Horacy
- 1953: Otello (Othello) jako Kasjusz
- 1949: Makbet (Macbeth) jako Malcolm
- 1948: Wichrowe Wzgórza (Wuthering Heights) jako Edgar Linton
- 1947: Hamlet jako Laertes
- 1946: Morning Departure jako Stoker Snipe

### Seriale telewizyjne
- 2001: Frasier jako Cecil Hedley
- 1997: Diagnoza morderstwo (Diagnosis Murder) jako John Garrison
- 1993−1994 Grom w raju (Thunder in Paradise) jako Edward Whitaker
- 1989: W 80 dni dookoła świata (Around the World In 80 Days) jako Ralph Gautier
- 1985: Hotel jako Edmund Bradshaw
- 1984: Statek miłości (The Love Boat)
- 1981: Vega$ jako Lyle Jeffries
- 1979: Battlestar Galactica jako hrabia Iblis
- 1978: Battlestar Galactica jako narrator/głos władcy Cylonów
- 1976–1977: Nowy rewolwer i melonik (The New Avengers) jako John Steed
- 1961–1969: Rewolwer i melonik (The Avengers) jako John Steed
- 1959: Disneyland jako Brytyjski kapitan